# Steyr Scout
Das Steyr Scout ist ein Repetiergewehr der österreichischen Firma Steyr Mannlicher, das 1983 von Jeff Cooper entworfen wurde. 
Es benutzt das Kaliber .308 Winchester (7,62 × 51 mm NATO in der Militärversion), ist aber auch in den Kalibern .223 Rem., .243 Win., 6,5 CM, 7mm-08 Rem. erhältlich und gilt als handliche und leichtgewichtige Allround-Waffe, die für Entfernungen von bis zu 400 Metern entworfen wurde. Die Länge der Waffe beträgt etwa 98 cm; das Gewicht der ungeladenen Waffe mit Zielfernrohr ist mit knapp 3 kg niedriger als das von vergleichbaren Modellen. 
Das Zweibein wird im eingeklappten Zustand zum Griffstück am Lauf und schließt, wie beim FN FAL, mit dem Lauf bündig ab.